# 樺山資紀
樺山資紀（日语：／ Kabayama Sukenori，1837年12月9日—1922年2月8日），原名橋口覺之進（日语：／ Hashiguchi Kakunoshin），因過繼予樺山四郎右衛門而改名。是一位薩摩藩出身的大日本帝國軍事及政治人物。
他曾任第三任警視總監、第四及五任海軍大臣、第六任海軍軍令部長、第一任臺灣總督、樞密顧問官、第十五任內務大臣、第十四任文部大臣等職務，並被敘勳從一位大勳位功二級伯爵。

## 生平

### 早年及從軍

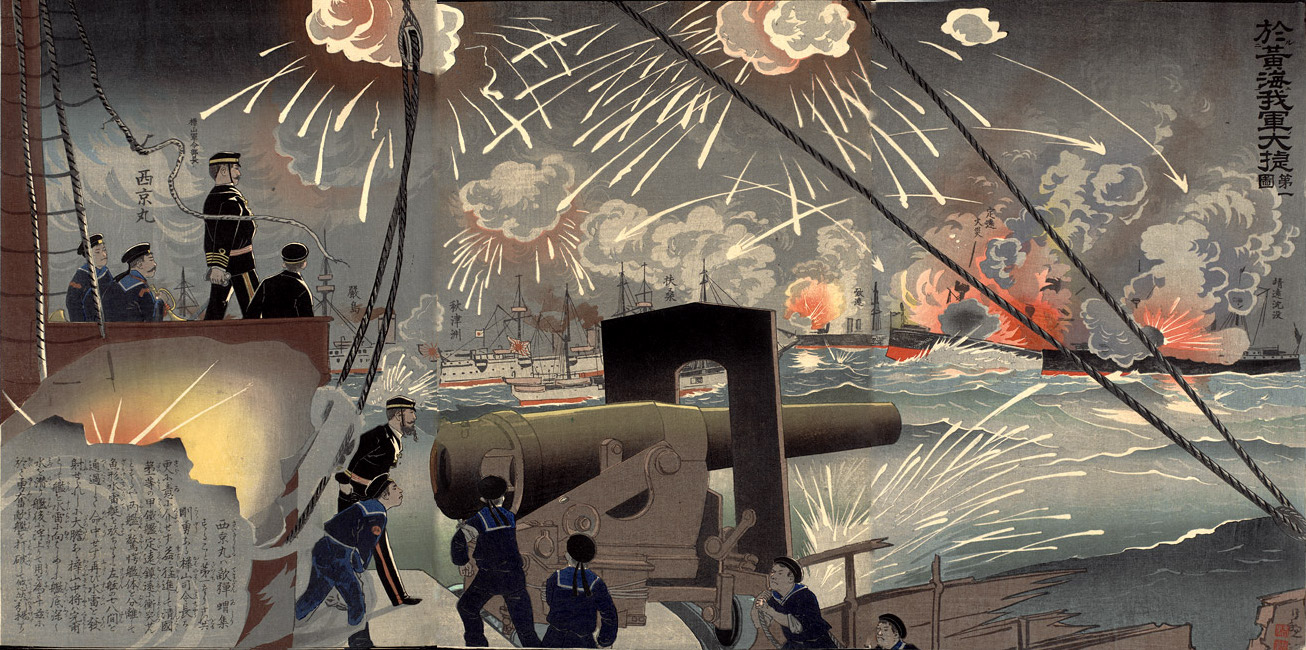
1894年，時任均軍令部總長樺山指揮於黃海作戰的浮世繪

1837年，生於薩摩藩鹿兒島郡加治屋町（現鹿兒島縣鹿兒島市），為橋口兼器的第三個兒子，並被命名為「橋口覺之進」。
1863年（文久三年），覺之進成為薩摩藩藩士樺山四郎右衛門養子，並改名樺山資紀；隨後，樺山資紀在薩英戰爭及戊辰戰爭爆發時加入軍隊。
1871年（明治四年），他被晉升為大日本帝国陸軍少佐。1872年（明治五年）12月，他在八瑤灣事件發生後多次前往噶瑪蘭等地區偵察當地情況。1873年（明治六年） 5月，他被派任為全權特使成員之一，參與締結日清條約中關於牡丹社事件的談判。隨後，他晉升陸軍少將。1874年（明治七年），他轉入大日本帝國海軍。1880年，他出任大警視。1883年（明治十六年），他晉升為海軍大輔。1886年（明治十九年），他晉升為海軍次官。
他自1890年5月至1892年8月之間任職海軍大臣並在其間發表蛮勇演説。
1894年，他被任命為海軍軍令部總長。1895年，他晉升為海軍大將；5月10日，他被任命為首任臺灣總督，並在6月17日前往臺北參與始政式。

### 首任臺灣總督
（1895年5月10日–1896年6月2日）
1895年（明治28年）5月10日，其被任命為臺灣總督，同日開廳。滿清政府方面在5月25日由美國駐華公使轉告，以李鴻章之子二品頂戴李經方為交割臺灣全權特使。日方由樺山資紀在5月28日率領總督府的官員及公使水野遵、島田外務書記官乘日輪「橫濱丸」。5月29日，雙方抵基隆外海。
6月1日，李經方乘德國輪船公義號；6月2日，李經方偕同盧永銘、陶大鈞、馬建忠等人，登上橫濱丸船會見樺山，雙方在「橫濱丸」上舉行交割儀式。雙方簽約內容重點是：清國將擁有的臺灣全島及其附屬諸島及澎湖列島永遠割讓與日本國。即在英國格林威治東經一百十九度起至一百二十度止，及北緯二十三度起至二十四度止之間諸島嶼的主權。並交與在府廳縣之城壘軍庫及官業，概讓日本。
6月5日，樺山將艦上的臨時總督府遷至基隆的稅關（海關衙門）內（現今的復興館）。6月14日，籌劃將清朝時期臺灣省巡撫衙門（現已拆除，今台北市中山堂左側）改為臺灣總督府。6月17日，在數百名文武官員、英國德國領事及臺灣士紳80餘名觀禮下，舉行始政大典。
另一方面，台南紳民聽聞台北城陷，呈「民主總統」官印予劉永福，惟他仍以「幫辦」自稱；期間，樺山與劉永福留下著名的往來書函：〈樺山資紀勸降書〉與〈劉永福致樺山資紀之覆書〉。
1896年（明治29年）3月31日，經10個月的全島軍事討伐後，臺灣總督府條例及民政局官制公布。4月1日，軍政接管轉移為民政政治，臺灣實行台北縣、台中縣、台南縣及澎湖島廳之三縣一廳制。司法事務由臨時軍事法庭，改由地方法院、覆審法院、高等法院的司法三院制度。
1896年，臺灣總督府地方官制公佈的同時，於全島三縣一廳內設立撫墾署，掌管原住民事務。同年5月23日，開設叭哩沙、大科嵌、五指山、南庄、大湖、東勢角、林圮埔、埔里社、蕃薯寮、恆春、臺東11個撫墾署。

### 晚年至病逝
1896年6月卸任後，出任日本樞密顧問官。
1898年11月至1900年10月，出任第2次山縣有朋內閣文部大臣。
1904年10月，出任日本樞密顧問官。
1913年6月，出任日本教育調查局總裁。
他在晚年為腦溢血後遺症困擾，並在1922年2月8日病逝，隨後被葬於位在東京都豐島區駒込的染井靈園。

## 親族
- 樺山久高：養父樺山四郎左衛門的先祖，在1609年率領薩摩藩將士征服琉球国。
- 樺山愛輔（日语：樺山愛輔）：長子，曾任貴族院議員。
- 白洲正子：孫女，散文家，樺山愛輔的第二個女兒，實業家白洲次郎的妻子。

## 軼聞
- 於大正4年（西元1915年），辜顯榮、林熊徵、李春生、陳中和等人於興建原樺山資紀銅像，並在於大正6年（西元1917年）3月18日於基隆市基隆驛前廣場舉行揭幕儀式，該銅像現已不存，基座則於2021年遷移至清法戰爭紀念園區保存展示。[1]

- 日治時代的台北市行政區樺山町，是為了紀念樺山資紀而命名。戰後，國民政府改為音相近的「華山」。

- 其位於麹町區（今千代田區）永田町的宅邸，是喬賽亞·康德設計的洋館。洋館1931年被賣給串田孫一的父親串田萬蔵，之後被轉讓給吉田茂，最後成為参議院第二別館。

## 影視作品
- 2011年電影《賽德克·巴萊》，魏德聖導演。由野口寬飾演。